# Régiment Royal-Champagne cavalerie
Pour les articles homonymes, voir régiments de Tallard, de Duras, de Villequier, de Brissac, de La Rochefoucauld et de Champagne.
« 19e régiment de cavalerie (France) » redirige ici. Pour les autres significations, voir 19e régiment.
Le régiment Royal-Champagne cavalerie est un régiment de cavalerie du royaume de France, puis de la République française et du Consulat, créé en 1682.

## Création et différentes dénominations
- 1er octobre 1682 : création du régiment de Tallard cavalerie
- 10 décembre 1688 : renommé régiment de Duras cavalerie
- 1710 : renommé régiment de Villequier cavalerie
- avril 1723 : renommé régiment de La Mothe-Houdancourt
- 10 mars 1734 : renommé régiment de Brissac cavalerie
- 20 février 1743 : renommé régiment de La Rochefoucauld cavalerie
- 1er décembre 1761 : renforcé par incorporation du régiment de Preissac cavalerie et renommé régiment Royal-Champagne cavalerie[1]
- 1er janvier 1791 : renommé 20e régiment de cavalerie
- 1792 : renommé 19e régiment de cavalerie
- 24 septembre 1803 : licencié

## Équipement

### Étendards
4 étendards « de ſoye jaune bordez de noir, Soleil d’or au milieu brodé, & frangez d’or ».
Le porte étendard ou cornette de la compagnie du mestre de camp avaient un soleil rayonnant et le Nec pluribus impar royal mais sur les couleurs de la famille du mestre de camp, rouge pour Duras, jaune avec bordure noire et armoiries d'argent à bandes d'azur pour Villequier. Les autres escadrons étaient du modèle jaune bordé de noir avec des franges dorées, en soie de cinquante centimètres (environ) de côté. En 1690 s'y ajoutait une cravate blanche ; en 1761 les étendards furent homogénéisés pour tous bleu frangé d'or semé de vingt-deux lys d'or ayant sur une face le soleil et la devise royale, de l'autre les armes de Champagne.

Étendard
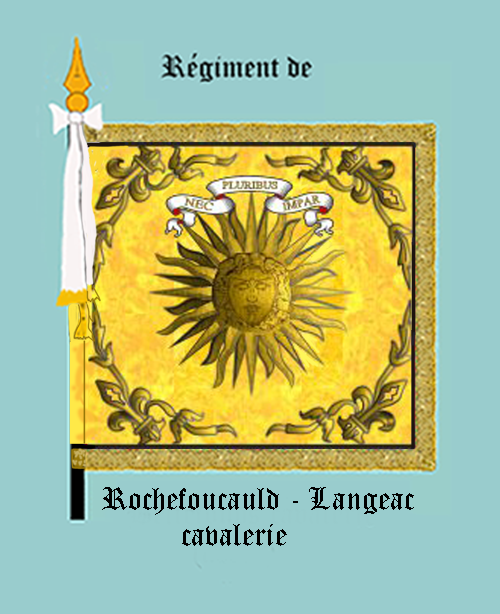
régiment de La Rochefoucauld cavalerie, avers
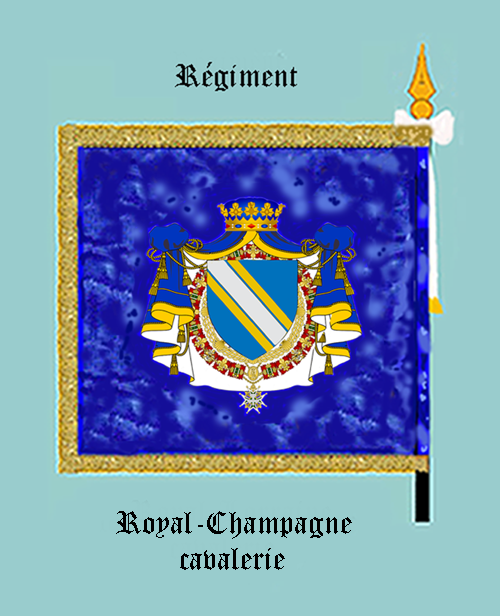
régiment de Royal-Champagne cavalerie, revers

### Habillement

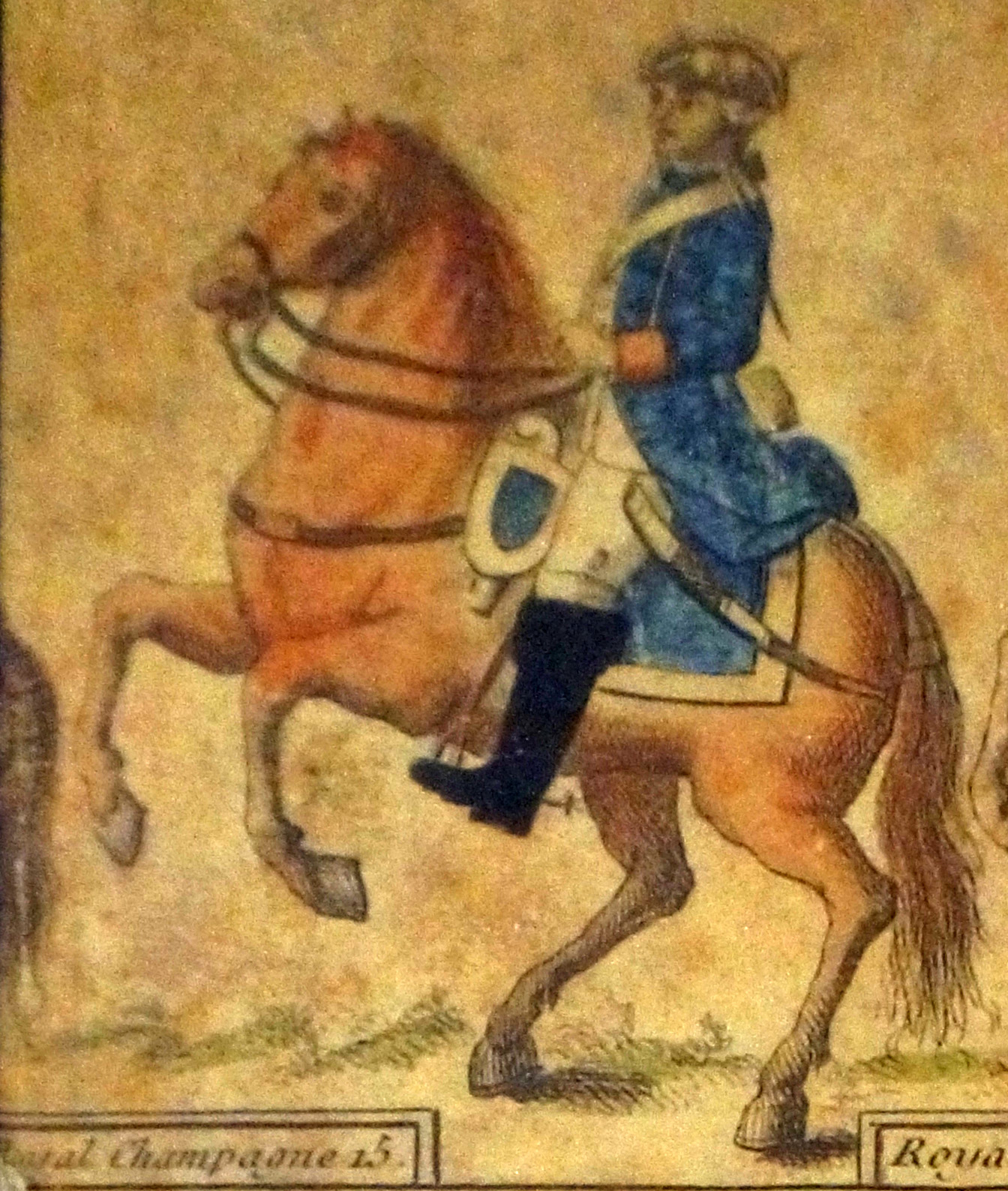
Habit du Royal-Champagne, collection du musée de l’Armée.

Uniformes
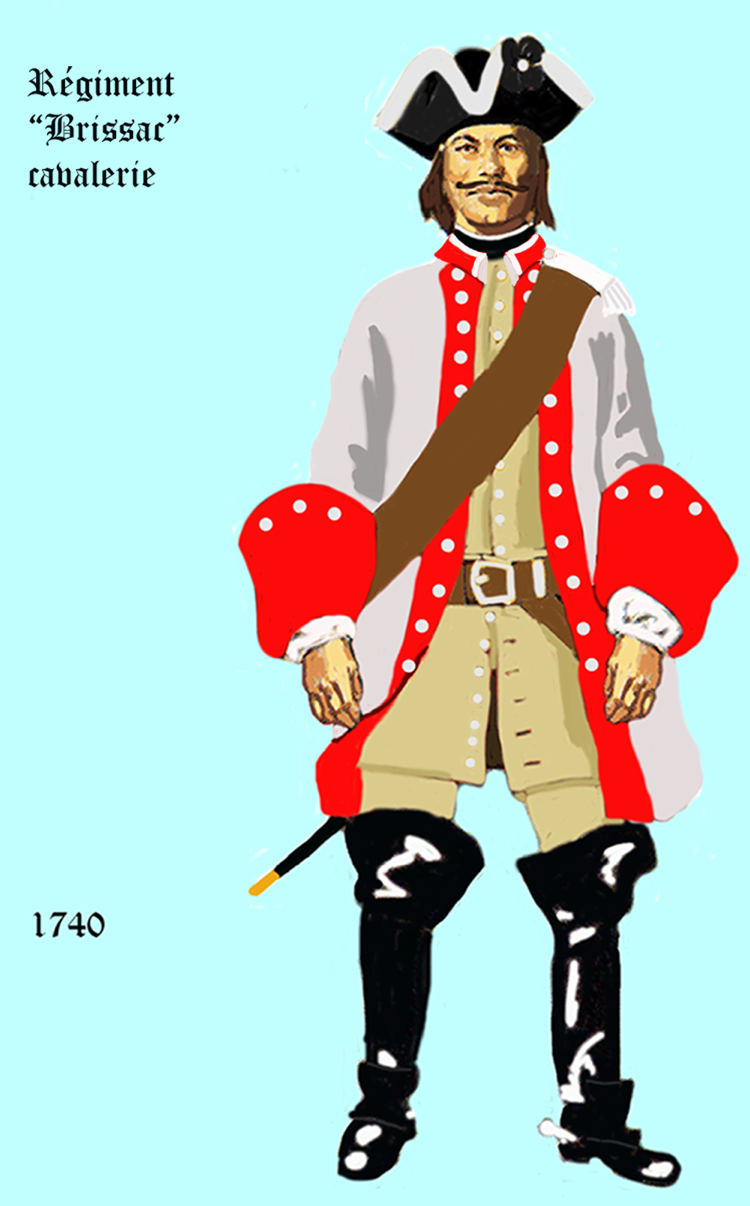
de 1740 à 1757
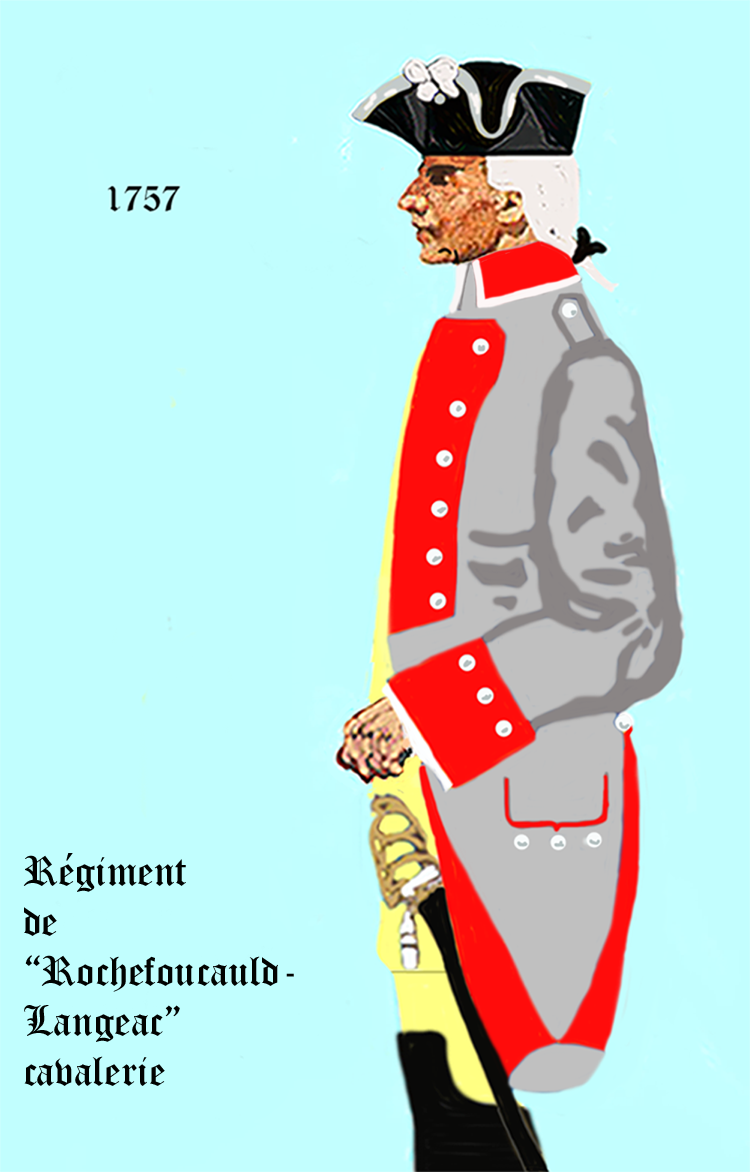
régiment de La Rochefoucauld cavalerie de 1757 à 1761
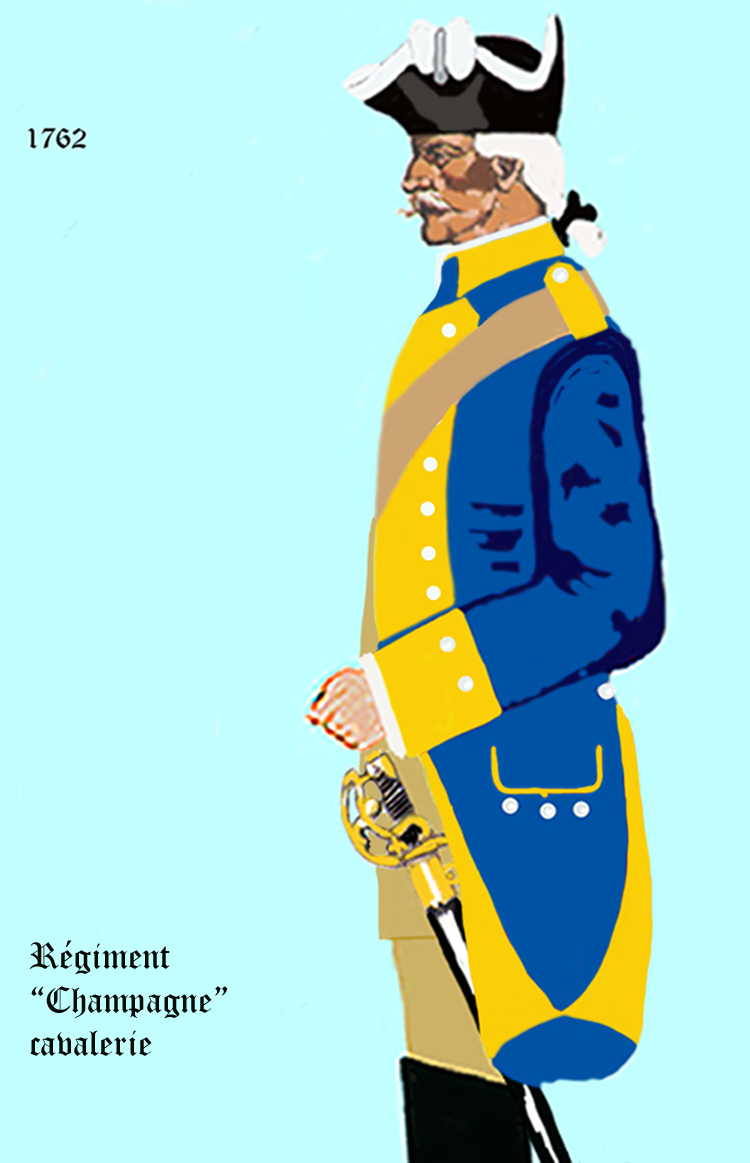
régiment Royal-Champagne cavalerie de 1762 à 1767
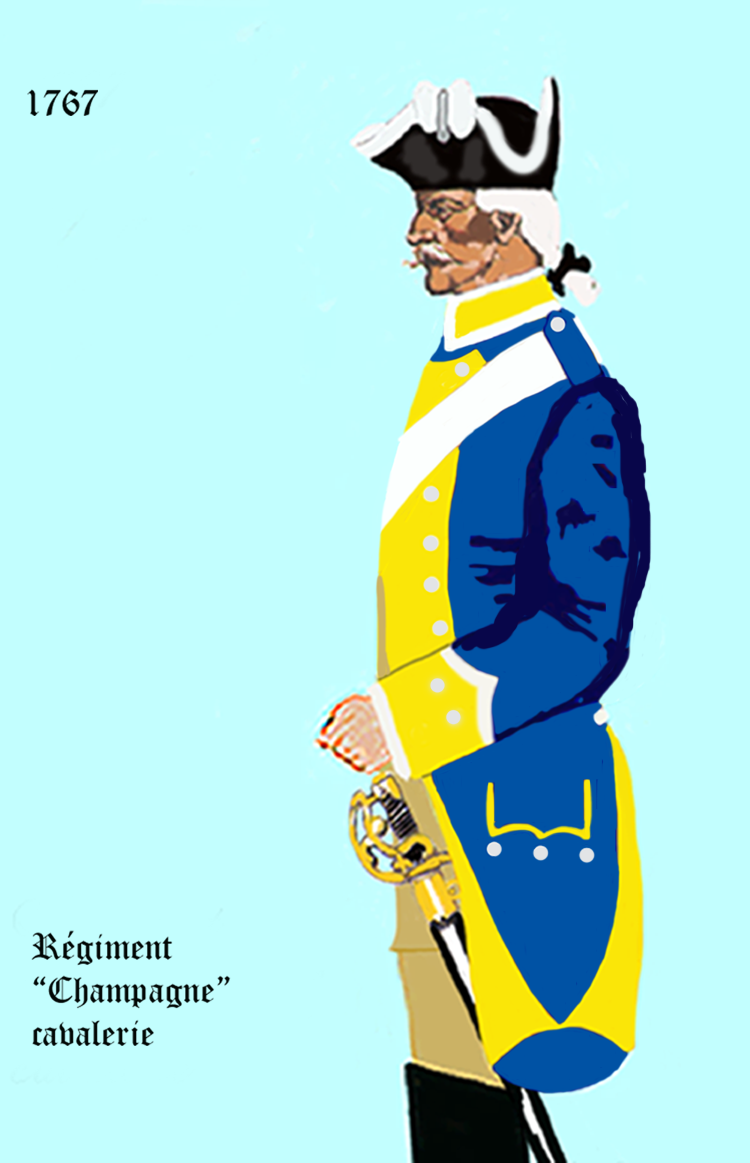
régiment Royal-Champagne cavalerie de 1767 à 1776

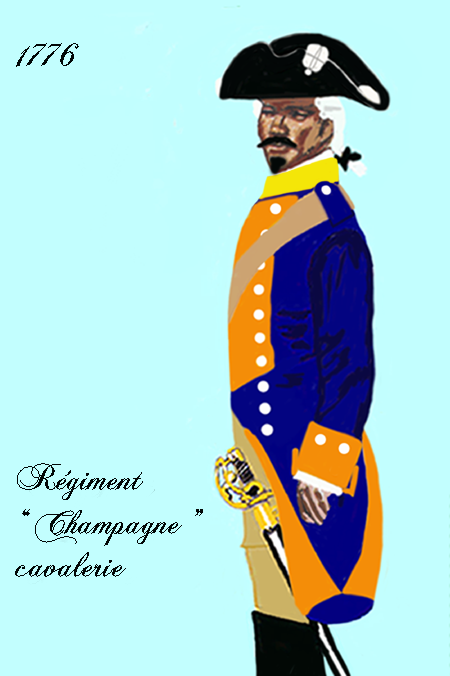
régiment Royal-Champagne cavalerie de 1776 à 1779
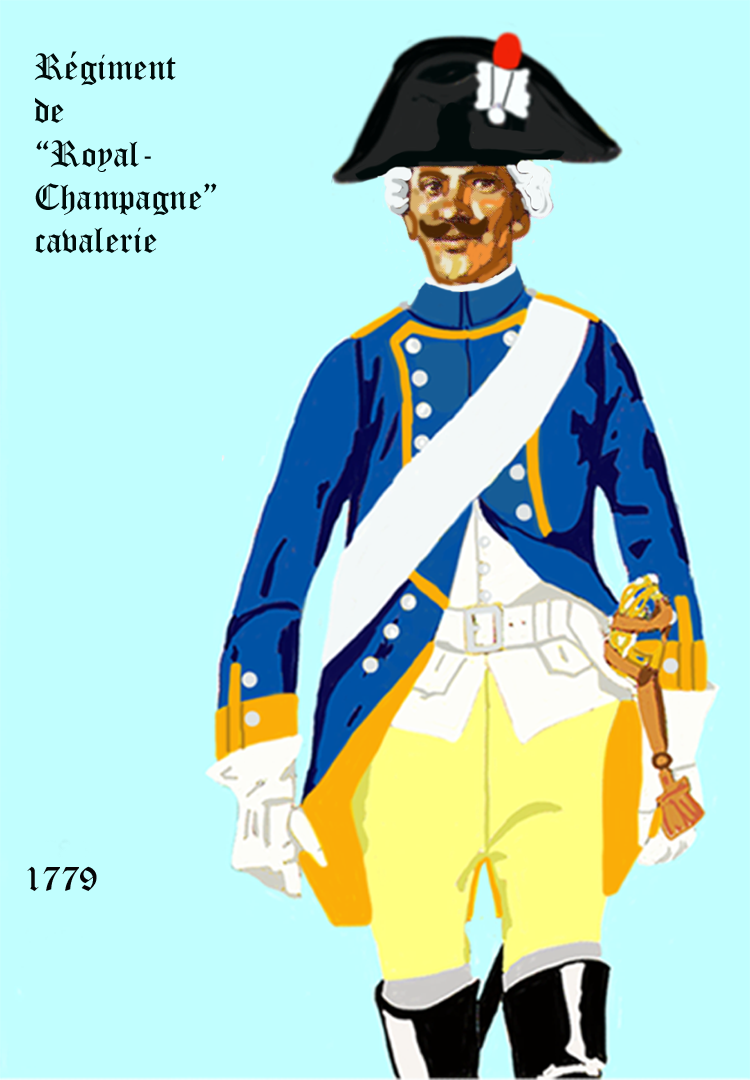
régiment Royal-Champagne cavalerie de 1779 à 1786
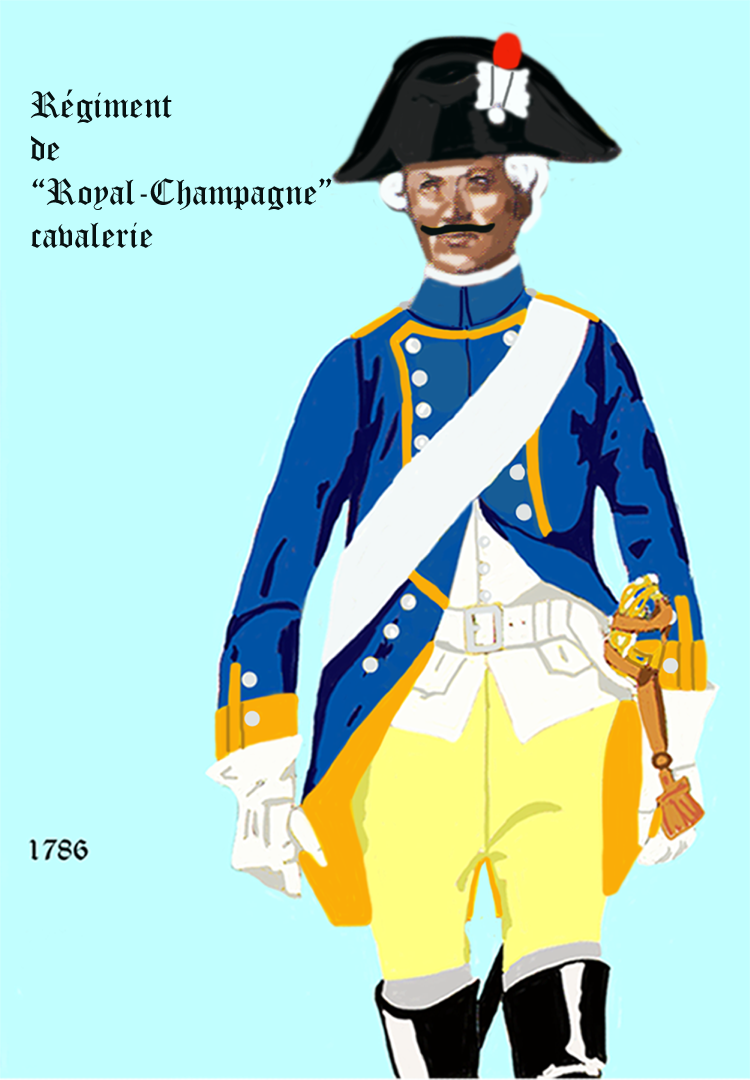
régiment Royal-Champagne cavalerie de 1786 à 1791
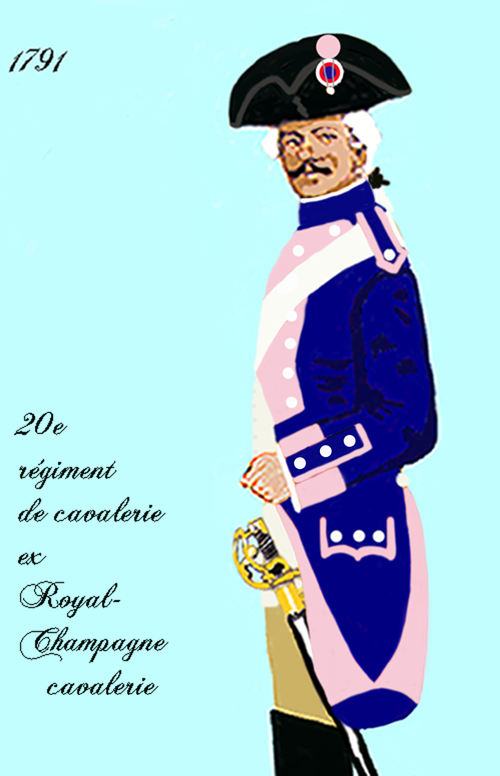
de 1791 à 1803

## Historique

### Mestres de camp et colonels
- 1er octobre 1682 : Camille d'Hostun, comte de Tallard puis duc d’Hostun en mars 1712, brigadier de cavalerie le 25 février 1677, maréchal de camp le 24 août 1688, lieutenant général des armées du roi le 30 mars 1693, maréchal de France le 14 janvier 1703, † 20 mars 1728
- 10 décembre 1688 : Jacques Henri II de Durfort, marquis de Duras puis duc de Duras en 1689, † 1697
- 18 octobre 1697 : Jean de Durfort, comte de Duras puis duc de Duras le 12 octobre 1704, frère du précédent, brigadier de cavalerie le 20 février 1704, maréchal de camp le 29 mars 1710, lieutenant général des armées du roi le 30 mars 1720, maréchal de France le 11 février 1741, † 1770
- 1710 : Louis Marie d’Aumont, marquis de Villequier, † 5 novembre 1723
- 6 novembre 1723 : Louis Charles de La Mothe-Houdancourt, marquis de La Mothe, brigadier le 1er février 1719, maréchal de camp le 20 février 1734, lieutenant général le 18 octobre 1734, maréchal de France le 17 septembre 1747, † novembre 1755
- 10 mars 1734 : Jean Paul Thimoléon de Cossé, chevalier de Brissac puis duc de Brissac le 18 avril 1732, brigadier le 18 octobre 1734, maréchal de camp le 20 février 1743, lieutenant général des armées du roi le 1er janvier 1748, † 1784
- 20 février 1743 : Jean Joseph de La Rochefoucauld-Langeac, marquis de La Rochefoucauld, brigadier le 1er janvier 1748, maréchal de camp le 10 février 1759
- 1er mars 1763 : Jean François de La Rochefoucauld, vicomte de La Rochefoucauld, marquis de Surgères
- 19 octobre 1776 : Armand Alexandre de La Rochefoucauld, comte de Roye
- 17 juin 1776 : Jean-Baptiste du Barry comte d'Hargicourt
- 10 mars 1788 : Jules Faret, marquis du Fournès
- 5 février 1792 : Antoine de Wardner
- 22 septembre 1792 : Barrail de Saint-Sulpice
- 8 avril 1793 : Jean Louis La Roque
- 16 novembre 1793 : Sébastien Provence
- 27 juillet 1796 : Charles Claude Liévain de Bonne d’Abouval
- 3 mai 1799 : Nicolas de Bonardy de Saint-Sulpice

### Composition
Le décret de l'Assemblée nationale du 1er janvier 1791 qui a réformé la cavalerie a donné au Royal-Champagne le 20e rang dans la série des régiments de cavalerie.

### Campagnes et batailles
- Guerre des Réunions : 1683 siège de Dixmude et Courtrai, Siège de Luxembourg (1684) ;
- Guerre de la Ligue d'Augsbourg : le siège de Philippsburg en 1688 ;
- Guerre de Succession d'Espagne à l'armée de Flandre, il se distingue à Nimègue, à la bataille d'Ekeren. En 1704 à Lichtenau ; en 1705 Weissembourg ; 1706 : défense de Fort-Louis et de l'île de Marquisat. En 1707, il est à l'attaque des lignes de Stolhofen, à la prise de Pforzheim, de Winhing, de Schorndorf, à la conquête de Suabs-Gemund, au combat de Bad Säckingen, à la prise de Laufen et de Mannheim. De retour en Flandre en 1708, il est à la bataille d'Audenarde, et en 1709 au siège de Warneton et à la bataille de Malplaquet.
- Guerre de Succession de Pologne, le régiment se trouve en Italie aux sièges de Sabionnetto, Bozzolo et de la prise du château de Milan. Il est à Parme (Bataille de San Pietro) sous le commandement du maréchal de Villars en 1734 ; il bouscule les dragons de Wurtemberg et les cuirassiers de Vétaréni pour dégager l'infanterie française. Il reste en Italie jusqu'en 1735 pour passer à l’armée du Rhin lors de la Bataille de Clausen.
- Pendant la guerre de Succession d'Autriche il est au siège de Prague (1742) puis en 1744 à 1746 en Italie.
- La guerre de Sept Ans le voit en Allemagne à la bataille de Hastenbeck. En 1761, il reçoit le nom de Royal-Champagne et est en habit bleu avec collet, revers et doublure de couleur citron, veste et culotte couleur chamois et les boutons blancs sont au No 15.

Le 19e régiment de cavalerie a fait les campagnes de 1792 à 1794 à l’armée du Nord. Lors de la déclaration de guerre de la France à l’Autriche, il est avec deux escadrons à l’armée du Nord, un à l’armée du Rhin et un à Tournai.

Campagnes des ans IV et V à l’armée de Sambre-et-Meuse ; an VI à l’armée de Mayence ; an VII aux armées de Mayence, du Danube et du Rhin ; ans VIII et IX à l’armée du Rhin.
Il se distingue à la bataille de Hohenlinden, le 3 décembre 1800.
Licencié en l’an XI (1803), le régiment fournit un détachement au 1er régiment de carabiniers et ses escadrons sont incorporés aux 9e, 10e, 11e régiments de cuirassiers.

## Mémoire et traditions

### Personnalités
Le maréchal Louis Nicolas Davout y servit comme sous-lieutenant.